# Avenida Warnes
La avenida Warnes es una arteria vial de la Ciudad de Buenos Aires, Argentina. La avenida lleva su nombre en homenaje al coronel Ignacio Warnes, guerrero de la independencia.
Se caracteriza por el comercio de todo tipo de repuestos para automóviles y numerosos talleres que se dedican a su reparación.

## Recorrido
La avenida nace en el barrio de Villa Crespo en el límite con Caballito, en las inmediaciones de Parque Centenario.
Desde la avenida Ángel Gallardo corre en sentido noroeste hasta la calle Araoz, en donde se hace doble mano hasta la Av Scalabrini Ortiz, en donde se hace mano hacia el sudeste. Cruza la Avenida Juan B.Justo, en donde vuelve a hacerse doble mano,  y Avenida Dorrego, para luego servir de límite entre los barrios de Chacarita y La Paternal; entre el Cementerio de Chacarita y la estación ferroviaria de La Paternal, en donde cruza las vías del Ferrocarril San Martín a la altura de las Av. Garmendia y Trelles. Luego continua del lado norte de las vías, originalmente era mano al sudeste por 100m entre av. Garmendia y la calle Osorio, pero debido a la elevación de las vías del Ferrocarril San Martín, esta cuadra ahora es doble mano.
Termina sobre la Avenida Chorroarín en la zona de Agronomía, en inmediaciones de un importante supermercado, ubicado en los terrenos del antiguo Albergue Warnes.
Esta avenida desde su nacimiento hasta la Avenida Dorrego cumple la función de cambiar el nombre de las calles que la intersecan, y recomenzar su numeración desde 1 (con excepción de las avenidas Juan B. Justo y Donato Álvarez).

## Cruces Importantes

### Villa Crespo
- 1-300: Tramo de mano única hacia el noroeste
  - 0: Avenida Ángel Gallardo - Parque Centenario Comienza siendo una avenida con sentido hacia Agronomía, en la calle Araoz se hace doble mano.
- 300-400: Tramo de doble mano
- 400-1000: Tramo de mano única hacia el sureste
  - 400: Avenida Raúl Scalabrini Ortiz - calle Apolinario Figueroa. Se hace mano hacia el Parque Centenario.
- 1000-1400: Tramo de doble mano
  - 1000: Avenida Juan B.Justo - Metrobús Juan B. Justo parada Honorio Pueyrredón. Vuelve a tener doble sentido.
  - 1200: Avenida Honorio Pueyrredón - calles Humboldt y Antonio Susini
  - 1300: Calles Casafoust - M. Bernasconi - Fitz Roy y Avenida Doctor Honorio Pueyrredón

### Villa Crespo/Chacarita
- 1400-1480: Tramo de doble mano
  - 1400: Avenida Dorrego - calle Rojas

### La Paternal/Chacarita
- 1480-2100: Tramo de doble mano
  - 1700: Avenida Jorge Newbery - calle Nicasio Oroño

### La Paternal
- 2100-2800: Tramo de doble mano
  - 2100: Avenida Garmendia - Avenida Manuel Trelles - Cruce bajo el viaducto  del FC General San Martín - Estación La Paternal - Cementerio de la Chacarita
  - 2300: Avenida Donato Álvarez 2500 - Yeruá 5100 - Cruce con Bauness.
  - 2450: Avenida de los Constituyentes - Avenida Punta Arenas - Parque Isla de la Paternal ex Albergue Warnes
  - 2800: Avenida Chorroarín - Facultad de Ciencias Veterinarias (Universidad de Buenos Aires).

- Datos: Q5714168
- Multimedia: Avenida Warnes, Buenos Aires / Q5714168